# (4722) Агелай
(4722) Агелай (лат. Agelaos, др.-греч. Ἀγέλαος) — троянский астероид Юпитера, двигающийся в точке Лагранжа L5, в 60° позади планеты. Астероид был открыт 16 октября 1977 года голландскими астрономами К. Й. ван Хаутеном, И. ван Хаутен-Груневельд и Томом Герельсом в Паломарской обсерватории и назван в честь Агелая, одного из героев Троянской войны.

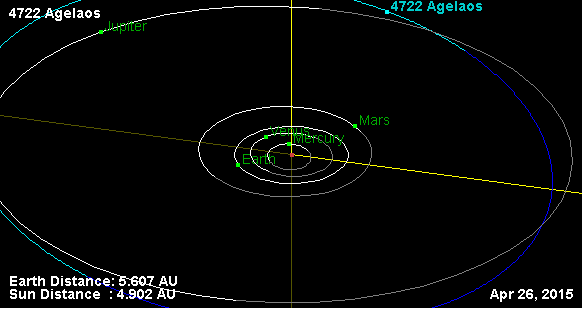
Орбита астероида Агелай и его положение в Солнечной системе

Фотометрические наблюдения, проведённые в 1994 году, позволили получить кривые блеска этого тела, из которых следовало, что период вращения астероида вокруг своей оси равняется 18,61 ± 0,12 часам, с изменением блеска по мере вращения 0,23 ± 0,02 m.